# Oberleitungsbus Gera
Der Oberleitungsbus Gera war, neben der Straßenbahn und den Omnibuslinien, ein öffentliches Verkehrsmittel in der ostthüringischen Stadt Gera. Zuständiges Unternehmen waren die Verkehrsbetriebe der Stadt Gera.
Am 2. November 1939 nahm der Oberleitungsbus seinen Betrieb auf, als achter Obus in Deutschland und erster Obus in Thüringen. Die Strecke führte anfangs vom heutigen Platz der Republik (damals Roßplatz) über den Markt und Leumnitz bis zur Reußischen Kaserne (Dornaer Straße). Bereits seit 1935 verkehrte auf der Strecke ein Omnibus. Zunächst war der Bau einer Straßenbahn vorgesehen, die Pläne hierfür reichen in die 1920er Jahre zurück. Aufgrund der Steigung von bis zu sechs Prozent am Nicolaiberg wurde nach einigen Prüfungen die Realisierung als Obus beschlossen. 1956 ging in Leumnitz eine Zwischenwendeschleife in Betrieb, die im dichteren Taktverkehr zur Hauptverkehrszeit genutzt wurde. 1964 wurde die Linie nach Westen bis zum Bergarbeiterkrankenhaus (heute Waldklinikum) verlängert. 1973 wurde die Wendeschleife im Stadtzentrum bei Umbauarbeiten in die Flanzstraße verlegt. Im Jahr darauf wurde die Wendeschleife in Leumnitz wieder demontiert, da sich die Wohngebiete nicht nach Osten, sondern nach Westen weiterentwickelt hatten. Am 14. September 1977 endete der Obus-Betrieb in Gera. Einerseits war die Unterhaltung der Fahrzeuge kompliziert und aufwändig, andererseits wurde das Stadtzentrum umgestaltet, so dass größere Streckenverlegungen notwendig gewesen wären, woraufhin dem Betrieb mit Omnibussen der Vorzug gegeben wurde.